# Анарбаев, Ахмед Алиевич
Ахмед Алиевич Анарбаев (30 мая 1948, Калининское, Фрунзенская область — 6 августа 2023) — советский пловец, двукратный призёр чемпионатов СССР (1968, 1969), призёр чемпионата Европы (1970), участник Олимпийских игр (1968). Мастер спорта СССР (1966).

## Биография
Родился 30 мая 1948 года в посёлке Калининское (ныне город Кара-Балта). В 1951 году вместе с семьёй переехал во Фрунзе, где в возрасте 13 лет начал заниматься плаванием у Владимира Быкова. С 1964 года тренировался под руководством Рустама Хамзина. Специализировался в плавании вольным стилем на короткие дистанции.
В 1968—1970 годах входил в сборную СССР, в 1968 году участвовал в Олимпийских играх в Мехико, в 1970 году стал серебряным призёром чемпионата Европы в Барселоне в эстафете 4×200 метров вольным стилем.
В 1978 году окончил Киргизский государственный институт физической культуры. В 1978—1985 годах работал гостренером по плаванию Спорткомитета СССР по Киргизской ССР. В 1992—1997 годах был президентом Федерации плавания Кыргызстана. С 1989 по 2015 год выступал в ветеранских соревнованиях, становился победителем и призёром международных турниров категории «Мастерс».
В декабре 2022 года стало известно, что Ахмед Анарбаев болен остеосаркомой дистального метаэпифиза. В июне 2023 года он перенёс инсульт и 6 августа 2023 года скончался.